# Артист ЮНЕСКО в ім'я миру
Артист ЮНЕСКО в ім'я миру (англ. UNESCO Artist for Peace) — почесне звання, яке присуджується Організацією Об'єднаних Націй з питань освіти, науки і культури (ЮНЕСКО) людям творчих професій (артистам, акторам музикантам, художникам тощо) «за внесок у залучення уваги громадськості до проблем миру, справедливості, толерантності, до становища дітей у важкій ситуації, до боротьби з неписьменністю та збереження навколишнього середовища»". Звання було засноване в 1995 році, і в тому ж році з'явилися його перші носії.
Серед громадян пострадянських країн званням «Артисту миру» втішаються російські диригенти Валерій Гергієв, Володимир Співаков, російський піаніст Сергій Макаров, азербайджанська композиторка Франгіз Аліага кизи Алізаде і таджицький скульптор Амрі Амінов, українець Макаренко Герман Георгійович.